# Кафарский, Владимир Иванович
Владимир Иванович Кафарский (род. 28 июня 1949 Ворона, Станиславская область, УССР) — украинский политик, доктор юридических наук, профессор. Полный кавалер Ордена "За Заслуги"

## Биография
Родился в селе Ворона, Коломыйского района, Станиславкой области. В 1977 году окончил исторический факультет Станиславского педагогического института. С 1977 по 1980 год лектор ЦК КПСС Коломыйского района. С 1981 года работал на педагогических должностях
Народный депутат Украины (1998-2002) и (2002-2006) Кандидат в народные депутаты 2006 года от Блока Литвина.

## Личная жизнь
Жена Стефания Николаевна (1952 г.р.) сыны Виталий юрист (1973 г.р) и Олег (1985 г.р)